# Stankovci
Stankovci (olaszul: Stancovazzo) falu és község Horvátországban Zára megyében. Közigazgatásilag Banjevci, Bila Vlaka, Budak, Crljenik, Morpolača és Velim települések tartoznak hozzá.

## Fekvése
Zárától légvonalban 44, közúton 54 km-re délkeletre, Šibeniktől légvonalban 25, közúton 30 km-re északnyugatra, Dalmácia északi részén a Šibenik–Benkovac főút mellett, a Zágráb–Split autópálya közelében fekszik.

## Története
A régészeti leletek tanúsága szerint a község területén az emberi élet nyomai a kőkorszakig nyúlnak vissza. Amint azt a sírokból előkerült leletek, pénzek, használati tárgyak is igazolják terület lakottsága egészen a római korig folyamatos volt. Különösen az ókorból, az illír liburnok idejéből származnak számos erődített település maradványai, melyek a stankovići mező körüli magaslatokon helyezkedtek el. A római kor legrégibb épületegyüttesét a mai temető helyén tárták fel, ahol egy „villa rustica”, nyaraló és villagazdaság komplexuma állt. Ószláv település maradványait találták a Vránai-tó keleti öblében. A Klarić-ház közelében fekvő területen Dalmácia egyik legkorábbi és legjelentősebb óhorvát temetőjét tárták fel, amelyet a 8. századra kelteztek. A leletek között kerámiatárgyak, vas nyílhegyek és az akkori pogány szlávok egyéb tárgyai kerültek elő. A középkorban egészen a török hódításig tovább virágzott az élet ezen a vidéken, mely stratégiailag fontos terület volt a dalmát városok, különösen Šibenik védelme szempontjából. Területén három toronyszerű erődítmény is állt. Az egyik Budakon, a másik Stakovcin, melyek falai ma is jól láthatók. A harmadik Velimnél, ahol a kandiai háború során heves csata zajlott és végül 1684-ben rombolta le a török. A község területe 1538-ban került török kézre. A lakosság elmenekült, néhány velencei család később az Isztrián telepedett le. Mai ismereteink szerint Stankovcit 1648. január 8-án a velencei Leonardo Foscolo kormányzói kinevezésében említik először. Nevét azokról a pásztorszállásokról, egyszerű lakásból és istállóból álló építményekről kapta, melyeket a Lug nevű mezőn építettek állattartó lakói maguknak. Egy másik elmélet szerint a település nevét a horvát Stanković családról kapta. A török uralom alatt életük rendkívül nehéz volt, a velencei-török határ közelsége miatt állandó létbizonytalanságban éltek. A község területe 1683-ban szabadult fel a török uralom alól, majd 1797-ig a Velencei Köztársaság része volt. Plébániáját 1747-ben alapították, melyhez Velim nyugati része, Putičanje, Stankovci és Čisti keleti része tartozott. Miután a francia seregek felszámolták a Velencei Köztársaságot és a campo formiói béke értelmében osztrák csapatok szállták meg. 1806-ban a pozsonyi béke alapján az Első Francia Császárság Illír Tartományának része lett. 1815-ben a bécsi kongresszus újra Ausztriának adta, amely a Dalmát Királyság részeként Zárából igazgatta 1918-ig. Iskoláját 1879-ben alapították, alsó tagozatos fiúiskolája már 1848 óta működött. A településnek 1857-ben 687, 1910-ben 990 lakosa volt. Az első világháború után előbb a Szerb-Horvát-Szlovén Királyság, majd Jugoszlávia része lett. A második világháború idején 1941-ben a szomszédos településekkel együtt Olaszország fennhatósága alá került. Az 1943. szeptemberi olasz kapituláció után horvát csapatok vonultak be a településre, amely ezzel visszatért Horvátországhoz, majd Jugoszlávia része lett. Lakói a honvédő háború idején is részt vettek a harcokban, melynek eredményeképpen Stankovci volt a korábbi Benkovac község egyetlen települése, mely mindvégig horvát kézen maradt. A harcoknak hét helyi áldozata volt. A településnek 2011-ben 688 lakosa volt, akik főként mezőgazdasággal és állattartással foglalkoztak.

## Lakosság
| Lakosság változása | Lakosság változása | Lakosság változása | Lakosság változása | Lakosság változása | Lakosság változása | Lakosság változása | Lakosság változása | Lakosság változása | Lakosság változása | Lakosság változása | Lakosság változása | Lakosság változása | Lakosság változása | Lakosság változása | Lakosság változása |
| ------------------ | ------------------ | ------------------ | ------------------ | ------------------ | ------------------ | ------------------ | ------------------ | ------------------ | ------------------ | ------------------ | ------------------ | ------------------ | ------------------ | ------------------ | ------------------ |
| 1857               | 1869               | 1880               | 1890               | 1900               | 1910               | 1921               | 1931               | 1948               | 1953               | 1961               | 1971               | 1981               | 1991               | 2001               | 2011               |
| 687                | 779                | 678                | 780                | 854                | 990                | 1.446              | 1.597              | 1.300              | 1.347              | 1.264              | 1.182              | 1.006              | 955                | 740                | 688                |

## Nevezetességei
A Nagyboldogasszony tiszteletére szentelt plébániatemploma 1885-ben épült a lebontott régi templom helyén. Felszentelése 1906-ban történt. Az épület latin kereszt alaprajzú, keleti oldalán áll a harangtorony, melyben három harang található. Főoltára fehér márványból készült az 1990-es években. Oltárképe Mária mennybevitele Lidwine Clays Smeets belga akadémiai festőművész munkája 1982-ben készült, Rubens festményének másolata. A szentélyben egy másik Mária-kép is látható, mely Lucas Cranach képének újabb másolata. A diadalív mellett a mellékhajókban két régebbi oltár található, melyek a Szeplőtelen fogantatást és Szent Miklós püspököt ábrázolják, a hajóban pedig két újabb és kisebb oltár Szent Antal és Szent Rókus tiszteletére szentelve. A templom előtti kőkeresztet 1902-ben egy misszió alkalmával emelték. A templomot 1983-ban megújították, ekkor állították fel a tölgyfából faragott szembemiséző oltárt, mely térdeplő, az oltár menzáját vállán vivő anyát ábrázol, Vladimir Radas alkotása. Az utóbbi időben a templom belsejét is megújították, új üvegablakokat helyeztek el és környékét is csinosították. A templom előtt a jobb oldalon állították fel 1983-ban Toma Babić ferences atya, író (a közeli Velimben született) bronz mellszobrát, Josip Poljan zágrábi szobrászművész alkotását. Vele szemben 1989-ben újabb szobrot, a horvát nemzeti szent, Tavelics Szent Miklós bronz szobrát állították fel, amely Mile Grgas szobrászművész alkotása.

## Oktatás
A stankovci oktatás kezdetei 1879-ig nyúlnak vissza, amikor megnyitották első iskoláját. 1901-ig az új iskolaépület felépítéséig az oktatás a plébániatemplom keretében történt a plébánosok felügyelete alatt. Kezdetben az oktatás három osztállyal zajlott, melyet 1944-ben hat, majd 1950-ben nyolcosztályosra bővítettek, mely magában foglalta Banjevci, Radašinovci, Dobra Voda, Crljenik, Vukšić és Morpolača területi iskoláit is. 1941-ben a megszálló olasz hatóságok bevezették az olasz nyelv oktatását. Ebben a formában 1943-ig zajlott az oktatás, de ekkor már csak csekély számú gyermek járt iskolába. Az iskola megszokott munkája 1944. október 1-jével, Šibenik és Zára felszabadulása után állt vissza. 1964-ben felépítették az iskola új épületét, melyben a mai napig is folyik az oktatás. A tanulói létszám az 1960/61-es tanévben volt a legmagasabb 1200 fővel. Az iskola 1961 óta viseli Petar Zoranić nevét.

## Kultúra
Stankovci kulturális és művészeti egyesületét 1910-ben alapították. Ugyanebben az évben alapították a helyi könyvtárat, működött a helyi énekkar, folklórcsoport és zenekar is. Az osztrák-magyar hatalmi törekvések ellenére összegyűltek a környékbeli fiatalok, olvasták a könyveket, az újságokat, gazdagították a horvát nyelvet. Ennek köszönhetően a stankovciak gazdag kulturális hagyományokkal rendelkeznek és a település immár több mint egy évszázada e terület kulturális, művészeti és sportközpontja. A település 1939 óta hivatalosan is községközpont, bár a községi önkormányzat már 1924 óta működik. A helyiek különösen büszkék 1934-ben alapított dalárdájukra, mely még mindig él és dolgozik. Az elmúlt évtizedek csaknem folyamatos működése alatt felléptek minden jelentősebb országos, területi és helyi fesztiválon, vallási ünnepen, iskolai rendezvényen és temetésen.